# Patricio Galaz
Patricio Sebastián Galaz Sepulveda (Santiago del Cile, 31 dicembre 1976) è un ex calciatore cileno, di ruolo attaccante.

## Palmarès

### Club

#### Competizioni nazionali
- Campionato cileno: 4

Universidad Católica: 1997
Cobreloa: Apertura 2003, Clausura 2003, Clausura 2004
- Campionato messicano: 1

Atlante: Apertura 2007